# Sciara ligniperda
Sciara ligniperda är en tvåvingeart som först beskrevs av Carl Gustav Alexander Brischke 1891.  Sciara ligniperda ingår i släktet Sciara och familjen sorgmyggor.
Artens utbredningsområde är Polen. Inga underarter finns listade i Catalogue of Life.